# Kimmeriové

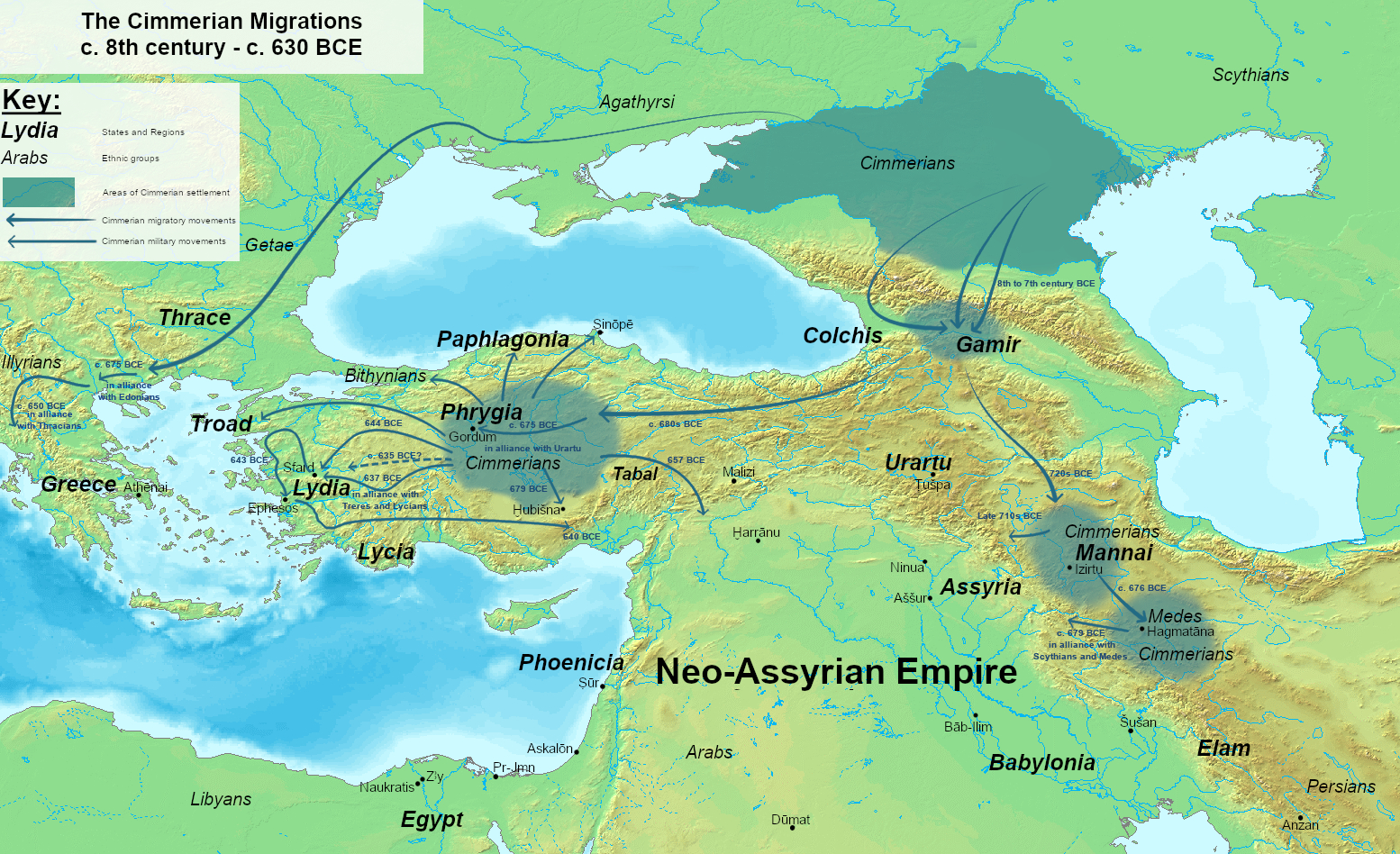
Kimmerijské migrace po západní Asii

Kimmeriové, též Kimmerijci (asyr. Gimirru, řecky Κιμμέριοι, Kimmerioi), byl starověký kočovný lid indoevropského původu. Obýval severní Černomoří mezi Karpatami a Kavkazem. Samotní Kimmeriové tvořili nejspíš jen část tohoto lidu, zbytek byly příbuzné a podrobené kmeny. Během 9. a 8. století př. n. l. opouštěli Kimmeriové svá původní území na ústupu před Skyty. Část z nich přežila na Tamaňském poloostrově a dnešní Kerčský průliv se po nich nazýval Bospor Kimmerský. Část, která odešla na jih, vpadla v 8. století př. n. l. do Urartu, poté se však stali jeho spojenci proti Asyřanům. V roce 695 dobyli Frýgii a později vyplenili řecká maloasijská města. Poté se obrátili znovu na východ do asyrské Kappadokie a zmizeli z dějin. Je možné, že splynuli s Médy.

## Původ
Kimmeriové pocházeli z Íránské náhorní plošiny. Jeden z názorů badatelů je, že kmeny Kimmeriů byly složeny ze dvou etnik: z Thráků a Médů. Médové byli starý národ ze západního Íránu. Thrákům vládla válečnická aristokracie pocházející z královské médské dynastie (jména některých z kimmerijských vládců mají íránský původ). Hérodotos napsal, že Kimmeriové se dělili na „královskou linii“ a na „kimmerijský národ“.

### Počátek kimmerijské civilizace a kultura katakombových hrobů

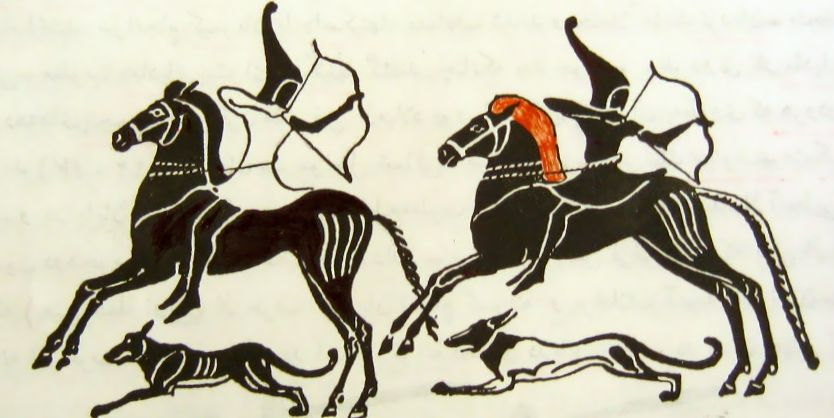
Reprodukce zobrazení kimmerijských jízdních lukostřelců z řecké vázy.

Skythové, kteří původně žili ve středoasijských stepích (podle Homéra na území odpovídajícímu jižnímu Rusku) podnikali časté a rychlé výpady na území Kimmeriů a proto kmeny Kimmeriů odešly z Íránské plošiny. Jedna ze skupin se vydala na sever do oblasti mezi Kavkazem a Azovským mořem a usadila se v neobydlených severních stepích Černomoří, východně od Dněpru. Na tomto území v 2. tisíciletí př. n. l. existovala severočernomořská civilizace katakombových hrobů, která zanikla v 14 st. př. n. l. Hérodotos uvádí, že Kimmeriové přišli do Asie tlačeni Skythy a usadili se na poloostrově, kde se nacházela v Hérodotově době řecká osada Sinópé (dnes je to malý poloostrov Boztepe v Turecku). Archeologické vykopávky v Sinopu potvrdily lidskou činnost před příchodem Řeků; Kimmeriové se usadili na tomto místě v 12 st. př. n. l. Badatelé napsali,[kdo?] že Kimmeriové navázali na civilizaci katakombových hrobů a to považují za počátek kimmerijské civilizace.
Další skupina Kimmeriů se usadila na poloostrov Kerč (dnes Krym) v 13. st. př. n. l. Krymská step je pokryta mohylami, které dříve byly přisuzovány Skythům, avšak novější studie je přiřadily do rámce kultury katakombových hrobů. Archeologové odkryli tři knížecí hrobky s urnami: dvě mohyly jsou na březích Kerčské úžiny (dříve Kimmerijský Bospor), třetí je situována na jihu poloostrova Kerč. První z nich, hrobka z Temir Gora, na severovýchodě Kerče, obsahovala v pohřební výbavě oinochoé (destičku z kosti představující schouleného pantera nebo tygra), dále kostěné zakončení luku ve tvaru orla nebo ptáka Noha. Druhá mohyla byla objevena v Cukur Limanu a její hrobní výbava obsahovala rhódské oinochoé, jeden kylix, několik bronzových šípů s dvojitým ostřím a bronzovou přezku na opasek představující dva lvy, také válečnou sekeru (častý nález z hrobů na Sibiři a Uralu). Třetí hrobka, nejstarší, nese název Mohyla ze Zolnoje podle lokality nedaleko Simferopolu.
Z ostatních nálezů je možné uvést hliněnou kimmerijskou urnu z období mezi 10. až 8. stoletím př. n. l. (Institut archeologie, Kyjev), bronzovou rukojet´ železného meče kimmerijské výroby z 8. st. př. n. l. objevenou v oblasti Čerkasy na Ukrajině (Archeologický ústav, Kyjev) a zlaté mince s vyobrazením kimmerijského krále Rhoimetalkese s nápisem jeho jména v řečtině. Archeologické nálezy doložily existenci města Kimmeria na Kerčské úžině.

### Stěhování Kimmeriů z Krymu
V 8. a 7. st. př. n. l. Skythové pronikli na území Krymu i na území na sever od Černého moře a kimmerijská civilizace zanikla.
Podle Hérodota, Skythové „vypudili Kimerie z Evropy a vpadli do Asie. Když je dále pronásledovali, dostali se tak až do médské země“. Kimmerijci dál žili v Kappadokii (podle arménského autora jménem Gamirq). Asýrské prameny ze 7. st. př. n. l. se zmiňují o Kimmerech, kteří se usadili na severozápadě Íránu na březích jezera Urmia. Náboženské texty z Ašarhaddonova období hovoří o Kimmeriích žijících v této oblasti ve spolku s Médy. Historikové dokládají, že některé kimmerijské kmeny se dostaly dále na jih až do Luristánu, nálezy četných bronzových předmětů vyrobených v těchto končinách v 8. a 7. století př. n. l. nesou typycké rysy kavkazské Kubáňské kultury.

### Vznik Kubáňské kultury na Kavkaze

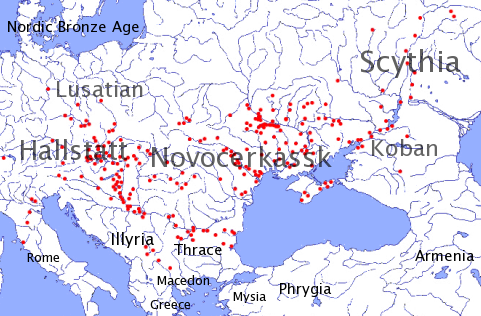
Rozmístění „trácko-kimmerijských“ nálezů. Mapa z Archeologie ukrajinské SSR (rus. Археология Украинской ССР) vol. 2, Kyjev (1986)

Kimmeriové, kteří žili v sibiřské stepi se potýkali s íránskými kmeny Šrubnaja, a proto se začali kolem roku 1200 př. n. l. přesouvat na sever Kavkazu. Usadili se v oblasti Pjatogorska a tam se smísili s místním kmenem. Ze dvou etnik se zrodila kavkazská Kubáňská kultura, název podle vesnice Kubáň na kavkazské náhorní plošině. Eusebius napsal, že Kimmeriové dobyli Malou Asii tři století před prvními olympijskými hrami (tj. tři století před rokem 776 př. n. l.). Radiokarbonová metoda zařadila počátek Kubáňské kultury do 11. st. př. n. l. Bylo objeveno několik hrobů v Arménii odpovídající kultuře katakombových hrobů rozšířené v oblasti severního Černomoří.

### Vznik kimmerijsko-thrácké civilizace
Kimmeriové z oblasti Kubáňské kultury dobyli v 8. st. př. n. l. oblast kultury Šornolské, která se vyvíjela v stepích a lesích Ukrajiny na úrovni středního Dněpru. Tito Kimmeriové se smísili s populací místní kultury Bělogrudovka. Zde Kimmeriové postavili opevněné vesnice za hliněnými valy a příkopy. Archeologické nálezy četných opevněných vesnic po způsobu stavby Kimmeriů byly objeveny v Transylvanii a v maďarské pustě. Proto archeologové kladou vznik kimmerijsko-thrácké civilizace do těchto míst.

### Pokusy o ovládnutí Anatolie a dobytí Asýrie

Kimmerijská invaze do Kolchidy, Urartu a Asýrie 715–713 př. n. l.

V období mezi 8. a 6. stoletím př. n. l. Kimmeriové podnikli nájezdy proti národům Malé Asie. V bitvě u Gamiru v Kappadokii v roce 707 př. n. l. porazili vojsko Urartu (z dobového pramenu: zpráva asyrského prince Senancheriba, kterou zaslal svému otci králi Sargonu II.). Kolem roku 696př. n. l. Kimmeriové dobyli a zničili království Frýgie krále Midase a vyvrátili sídelní město Gordion (pád Gordia byl potvrzen archiologickým průzkumem). Kolem roku 663 př. n. l. Kimmeriové napadli bohaté království Lýdie, utkali se s vojskem lýdského krále Gýga, který odrazil útok až za pomoci asyrského krále Aššurbanipala. Kolem roku 640 př. n. l. kimmerijská armáda zpustošila hlavní město Lýdie Sardy (král Gýges v boji zahynul). V roce 637 nebo 625 př. n. l. lýdský král Alyattes vyhnal armádu kimmerijského krále Dugdammeho (kimmerijský král v boji padl).
Kimmeriové se třikrát pokusili překročit hranice Asýrie. V roce 705 př. n. l. se neúspěšně střetli s armádou Sargona II. (Sargon II. v boji padl). V roce 679 př. n. l. kimmerijský král Teušpa zaútočil na Asýrii, ale asýrský král Asarhaddon zadržel jeho postup. V roce 637 anebo 626 př. n. l. se utkaly oddíly syna zabitého kimmerijského krále Dugdammeho, Sandakašatry, s vojskem asyrského krále Aššurbanipala a byly poraženy.
Nápor Kimmerijského vojska směřující k Sýrii odrazilo asýrské vojsko v roce 679 př. n. l. v jihovýchodní částí Malé Asie. Kimmeriové jako vynikající jezdci na koních a skvělí lučištníci měli výhodu v boji s armádami států v Malé Asii, jejichž jádro tvořila pěchota.